# Lijst van burgemeesters van Biesland
Dit is een lijst van burgemeesters van de voormalige Nederlandse gemeente Biesland in de provincie Zuid-Holland. De gemeente is per 1 januari 1833 opgeheven en opgegaan in de gemeente Vrijenban.
| Ambtsperiode | Naam burgemeester            | Partij of stroming | Bijzonderheden                                                              |
| ------------ | ---------------------------- | ------------------ | --------------------------------------------------------------------------- |
| 1818 - 1832  | Laurens van den Braak        |                    | tot 1821 schout, vanaf 1821 burgemeester, tevens burgemeester van Pijnacker |
| 1832 - 1833  | Petrus Jacobus van der Colff |                    | [ 1 ]                                                                       |